# Klaus Badelt
Klaus Badelt (n. 12 iunie 1967, Frankfurt am Main, RFG) este un compozitor și producător german de muzică de film. Este cunoscut pentru colaborările sale cu Hans Zimmer, contribuind la compunerea a numeroase coloane sonore pentru filme precum The Thin Red Line, The Prince of Egypt, Gladiator și Pirates of the Caribbean: The Curse of the Black Pearl. De asemenea, este cunoscut pentru contribuția sa la filmele de succes Equilibrium, K-19: The Widowmaker, Basic șiȚestoasele Ninja, respectiv pentru activitatea sa în cinematografia franceză și chinezească.

## Biografia și cariera
Badelt s-a născut în Frankfurt, Germania de Vest. La începutul carierei, a compus melodii pentru filme și reclame în țara natală. În 1998, compozitorulHans Zimmer, câștigător al Premiului Oscar, l-a invitat pe Badelt să lucreze la Media Ventures⁠(d) in Santa Monica, California, studioul său personal înființat împreună cu Jay Rifkin⁠(d). Din acel moment, Badelt a lucrat la o serie de proiecte cinematografice precum Mașina timpului (2002) și K-19: Submarinul ucigaș (2002). De asemenea, a colaborat împreună cu alți compozitori ai Media Ventures - Harry Gregson-Williams, John Powell și Zimmer - și a fost mentorul unor compozitori precum Ramin Djawadi și Daniel Rojas⁠(d).
În perioada colaborării cu Zimmer, Badelt a contribuit la coloanele sonore ale filmelor nominalizate la Oscar La hotarul dintre viață și moarte și Prințul Egiptului, respectiv a scris muzică pentru numeroși regizori cunoscuți: Ridley Scott, Tony Scott⁠(d), Terrence Malick, John Woo, Kathryn Bigelow, Jeffrey Katzenberg⁠(d), Werner Herzog, Sean Penn, Gore Verbinski, Michael Bay și Steven Spielberg.
Badelt a produs și scris împreună cu Zimmer și Lisa Gerrard coloana sonoră a filmului Gladiatorul. Acesta a contribuit la Gladiatorul, Misiune: Imposibilă II și X-Men, cele mai de succes trei filme ale anului 2000. În aceeași perioadă, Badelt a colaborat cu Zimmer la alte filme de succes: Legământul, Hannibal și Pearl Harbor. Una dintre cele mai faimoase și populare compoziții ale sale a fost cea realizată pentru filmul Pirații din Caraibe: Blestemul perlei negre din 2003.
În 2004, Badelt și-a înființat propria companie, Theme Park Studios, în Santa Monica. De atunci, a realizat coloanele sonore pentru proiecte precum Constantin, Poseidon⁠(d), Evadare în zori, Premoniția și Țestoasele Ninja.
Printre cele mai apreciate compoziții ale sale se numără cea realizată pentru filmul chinezesc The Promise⁠(d) și pentru remake-ul filmului Mașina timpului; ultimul i-a adus premiul Discovery of the Year la World Soundtrack Awards 2003. Acesta a compus muzica pentru ceremonia de închidere a Jocurilor Olimpice de la Beijing⁠(d) din 2008.
Klaus a înființat startup-ul de distribuție a filmelor digitale Filmhub. Platforma este dedicată creatorilor de conținut pentru a-și lista titlurile și a obține oferte de streaming la nivel global. Sub conducerea lui Klaus și a CEO-ului Alan d'Escragnolle, Filmhub permite acum miilor de producători de film să-și distribuie creațiile prin peste 100 de canale de streaming precum IMDb TV, Tubi, Amazon Prime Video și Plex.

## Filmografie

### Filme
| An   | Titlu                                                  | Regizor                                | Note |  |
| ---- | ------------------------------------------------------ | -------------------------------------- | --- |  |
| 1998 | The Polar Bear                                         | Til Schweiger Granz Henman             | Compusă cu Henning Lohner |  |
| 2001 | Invincible                                             | Werner Herzog                          | Compusă cu Hans Zimmer |  |
| 2001 | The Pledge                                             | Sean Penn                              | Compusă cu Hans Zimmer |  |
| 2001 | Extreme Days                                           | Eric Hannah                            | Compusă cu TobyMac |  |
| 2002 | The Time Machine                                       | Simon Wells                            | Premiu - World Soundtrack Award for Discovery of the Year |  |
| 2002 | K-19: The Widowmaker                                   | Kathryn Bigelow                        | |  |
| 2002 | Teknolust                                              | Lynn Hershman Leeson                   | Compusă cu Ramin Djawadi |  |
| 2002 | Equilibrium                                            | Kurt Wimmer                            | |  |
| 2003 | The Recruit                                            | Roger Donaldson                        | |  |
| 2003 | Ned Kelly                                              | Gregor Jordan                          | Compusă cu Bernard Fanning |  |
| 2003 | Basic                                                  | John McTiernan                         | |  |
| 2003 | The In-Laws                                            | Andrew Fleming                         | Compusă cu James S. Levine |  |
| 2003 | Pirates of the Caribbean: The Curse of the Black Pearl | Gore Verbinski                         | L-a înlocuit pe Alan Silvestri Premiu - ASCAP Award for Top Box Office Film Nominalizat - Saturn Award for Best Music Nominalizat - Online Film Critics Society Award for Best Original Score Nominalizat - World Soundtrack Award for Best Original Score of the Year |  |
| 2003 | Beat the Drum                                          | David Hickson                          | Compusă cu Ramin Djawadi |  |
| 2004 | Catwoman                                               | Pitof                                  | L-a înlocuit pe Graeme Revell Nominalizat - Stinkers Bad Movie Award for Most Intrusive Musical Score |  |
| 2005 | Constantine                                            | Francis Lawrence                       | Compusă cu Brian Tyler ASCAP Award for Top Box Office Film Nominalizat - IFMCA Award for Best Original Score for a Horror/Thriller Film |  |
| 2005 | The Promise                                            | Chen Kaige                             | |  |
| 2006 | 16 Blocks                                              | Richard Donner                         | |  |
| 2006 | Ultraviolet                                            | Kurt Wimmer                            | |  |
| 2006 | Poseidon                                               | Wolfgang Petersen                      | |  |
| 2006 | Rescue Dawn                                            | Werner Herzog                          | Compusă cu Ernst Reijseger |  |
| 2007 | Premonition                                            | Mennan Yapo                            | |  |
| 2007 | Redline                                                | Andy Cheng                             | Compusă cu Ian Honeyman & Andrew Raiher |  |
| 2007 | TMNT                                                   | Kevin Munroe                           | L-a înlocuit pe Marco Beltrami |  |
| 2007 | Skid Row                                               | Ross Clarke Niva Dorell Marshall Tyler | Film documentar Compusă cu Craig Eastman |  |
| 2008 | Dragon Hunters                                         | Guillaume Ivernel Arthur Qwak          | |  |
| 2008 | Starship Troopers 3: Marauder                          | Edward Neumeier                        | Teme de Basil Poledouris |  |
| 2008 | The Scorpion King 2: Rise of a Warrior                 | Russell Mulcahy                        | |  |
| 2008 | Anything for Her                                       | Fred Cavayé                            | |  |
| 2008 | Killshot                                               | John Madden                            | |  |
| 2009 | Solomon Kane                                           | M.J. Bassett                           | |  |
| 2009 | Little Nicholas                                        | Laurent Tirard                         | |  |
| 2010 | Heartbreaker                                           | Pascal Chaumeil                        | |  |
| 2010 | The Extra Man                                          | Shari Springer Berman Robert Pulcini   | |  |
| 2010 | 22 Bullets                                             | Richard Berry                          | |  |
| 2010 | Among Wolves                                           | Gerardo Olivares                       | Compusă cu Andrew Raiher |  |
| 2010 | Shanghai                                               | Mikael Håfström                        | |  |
| 2010 | Point Blank                                            | Fred Cavayé                            | |  |
| 2010 | Small World                                            | Bruno Chiche                           | Compusă cu Jean-Michel Bernard |  |
| 2010 | Waking Madison                                         | Katherine Brooks                       | |  |
| 2010 | Dylan Dog: Dead of Night                               | Kevin Munroe                           | |  |
| 2010 | Happy People: A Year in the Taiga                      | Dmitry Vasyukov Werner Herzog          | Film documentar |  |
| 2011 | The Prodigies                                          | Antoine Charreyron                     | |  |
| 2011 | The Floating Shadow                                    | Jia Dongshuo                           | |  |
| 2011 | Jock the Hero Dog                                      | Duncan MacNeillie                      | Compusă cu Ian Honeyman |  |
| 2011 | Seven Days in Utopia                                   | Matt Russell                           | Compusă cu Christopher Carmichael |  |
| 2011 | Rebellion                                              | Mathieu Kassovitz                      | |  |
| 2011 | The Oranges                                            | Julian Farino                          | Compusă cu Andrew Raiher |  |
| 2011 | War of the Buttons                                     | Yann Samuell                           | |  |
| 2012 | 30° couleur                                            | Lucien Jean-Baptiste Philippe Larue    | |  |
| 2012 | Shanghai Calling                                       | Daniel Hsia                            | Composed with Christopher Carmichael |  |
| 2012 | Asterix and Obelix: God Save Britannia                 | Laurent Tirard                         | |  |
| 2012 | A Perfect Plan                                         | Pascal Chaumeil                        | |  |
| 2014 | Supercondriaque                                        | Dany Boon                              | |  |
| 2014 | The Identical                                          | Dustin Marcellino                      | Compusă cu Christopher Carmichael |  |
| 2014 | Le Pere Noel                                           | Alexandre Coffre                       | |  |
| 2015 | Queen of the Desert                                    | Werner Herzog                          | |  |
| 2016 | Radin!                                                 | Fred Cavayé                            | |  |
| 2016 | The Warriors Gate                                      | Matthias Hoene                         | |  |
| 2017 | Leap!                                                  | Éric Summer Éric Warin                 | |  |
| 2017 | Legend of the Demon Cat                                | Chen Kaige                             | Compusă cu Misha Segal |  |
| 2022 | Rise of the Teenage Mutant Ninja Turtles: The Movie    | Andy Suriano Ant Ward                  | Doar muzica pentru film, temele de Henry Jackman. |  |